# Thomas Hickling
Thomas Hickling (Boston, Massachusetts, 21 de febrero de 1743 - Ponta Delgada, Azores, Portugal, 31 de agosto de 1834) fue un hombre de negocios, viajero y diplomático estadounidense. 
Llegado como comerciante a São Miguel en 1769, Hickling prosperó notablemente en sus negocios, hasta convertirse en uno de los hombres más ricos de las Azores, gracias al creciente comercio de la naranja con Inglaterra y Rusia. Tras la muerte de su primera esposa en América en 1774, Hickling contrajo nuevas nupcias con una estadounidense llegada a las islas tras un naufragio, Sarah Falder, con la que tuvo 14 hijos.
En 1795 fue nombrado cónsul honorario de Estados Unidos en Ponta Delgada, si bien él había solicitado el puesto de cónsul en las islas en enero de 1790, (cargo que recaería en John Street), en carta al Presidente George Washington. Hickling es una figura aún recordada en la isla, ya que su lujosa residencia de verano, levantada en Furnas, y conocida como Yankee Hall, llegaría a ser andando el tiempo un visitado Jardín Botánico dentro del actual complejo del "Terra Nostra Hotel" en esa localidad.
Está enterrado en el British Cemetery de Ponta Delgada.